# Obuchovo (Oblast' di Mosca)
Obuchovo (anche traslitterata come Obuhovo) è una cittadina della Russia europea centrale, situata nell'oblast' di Mosca; fino al 2018 apparteneva amministrativamente al Noginskij rajon.

## Geografia fisica
Sorge nella parte centro-orientale dell'oblast', sul fiume Kljaz'ma a 11 chilometri da Noginsk.

## Storia
La prima menzione di Obuсhovo risale al 1573.
Il centro era noto per la sua produzione tessile, per via della presenza di una fabbrica tessile fondata nel 1852 da Anisim Tjuljaev e di una fabbrica di tappeti fondata cinque anni più tardi da Michail Brunov, che più tardi si uniranno.
Nel 1938, un decreto del Comitato centrale esecutivo trasforma Obuchovo in insediamento operaio.

## Sport

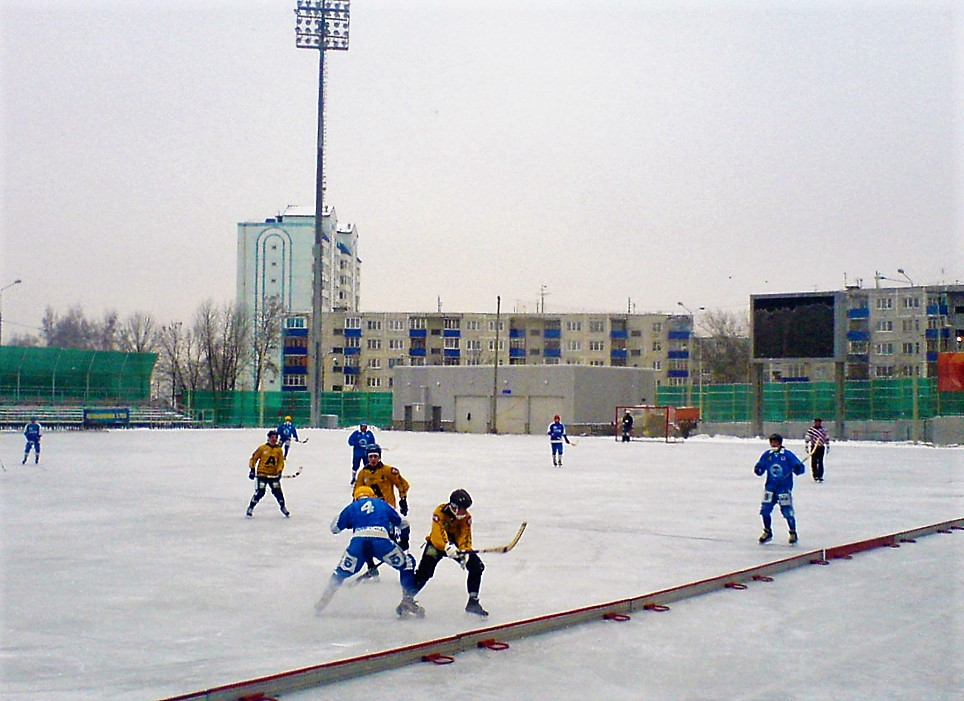
Bandy

Obuchovo è un importante centro di bandy nella regione di Mosca.